# Henry L. Jackson
Henry L. Jackson (Nueva York, 24 de marzo de 1911-Aristes, 17 de junio de 1948) fue un empresario, editor y periodista estadounidense. Fue cofundador de la revista Esquire junto a David A. Smart y Arnold Gingrich. Murió en el accidente del vuelo 624 de United Airlines en 1948.

## Biografía
Nacido en Nueva York en 1911, fue editor de la revista Collier's Weekly en sus primeros años. Después de conocer a David A. Smart y Arnold Gingrich, los tres decidieron iniciar su propia revista de moda masculina, que incluiría el periodismo de estilo de vida de otros hombres. La nueva revista Esquire, se estableció en 1932.

### Vida personal
En 1948, mientras volaba de regreso a Nueva York, el avión en el que viajaba entró en un descenso de emergencia después de que la tripulación confundiera una luz indicadora y liberara extintores de dióxido de carbono en el compartimiento de equipaje. La tripulación no pudo ventilar el CO-2 del avión como se suponía que debían hacer en tal situación. Luego, el dióxido de carbono se filtró a la cabina principal del avión e incapacitó a la tripulación. La tripulación se desorientó y declaró un descenso de emergencia, sin darse cuenta del problema. El avión golpeó líneas eléctricas en su descenso de emergencia y estalló en llamas, matando a las 43 personas a bordo.
Su nieto es el empresario estadounidense Henry Jackson.